# Oberea tenuata
Oberea tenuata là một loài bọ cánh cứng trong họ Cerambycidae.